# Gerard van Maasakkers
Gerard van Maasakkers (Nuenen, 26 maart 1949) is een Nederlands zanger uit Noord-Brabant die in het Brabants dialect zingt. Zijn bekendste liedje is "Hee goade mee". Het is ook een van zijn oudste liedjes. Het nummer staat ook ieder jaar hoog in de Brabantse top 100.

## Biografie
Van Maasakkers wist vanaf eind jaren zeventig als een van de eersten met dialectzang een breed publiek aan te spreken. Zingen leerde hij op de kostschool in The Spruce Valley Boys. Op zijn zeventiende kreeg hij zijn eerste gitaar en klonken House of the rising sun, de baslijn van Spics & specs en Streets of London in zijn studentenkamer in Nijmegen, waar hij de Middelbare Tuinbouwschool volgde. In die jaren dirigeerde hij een jongerenkoor en schreef hij de rockmusical "Plint". Later studeerde hij aan de Hogere Opleiding voor Tuin- en Landschapsarchitekten (Boskoop) en daarna nog de Hogere Bosbouw- en Cultuurtechnische School (Velp).
In 1978 verscheen de eerste elpee "Komt er mer in", een plaat met eigen liedjes in het Brabants dialect. In korte tijd werden er meer dan 15.000 exemplaren van verkocht. Vanaf 1980 is Van Maasakkers professioneel in de muziek bezig. Hij nam diverse elpees op, waaronder een plaat met kerst- en nieuwjaarsliederen met de Brabantse volksmuziekgroep Ut Muziek. Van 1984 tot 1987 trad hij op met het theaterprogramma "Zand" met pianist Dick van de Stoep. In diezelfde tijd begon hij ook met het samenstellen en presenteren van het kunst- en cultuurprogramma "Tussen Amsterdam en Brussel" en het programma Muziek beneden de Moerdijk voor Omroep Brabant.
Tussen 1991 tot 2000 sloeg van Maasakkers een nieuwe weg in; samen met zijn "Vaste Mannen" - Hein Mandos (piano) en Rinus Raaijmakers (contrabas) - presenteerde hij theaterprogramma’s met eigen werk, waarbij behalve de folkinvloeden ook chansons, latin en jazzy liedjes aan bod komen. Later nam Bart de Win de plaats in van Hein Mandos, en versterkte gitarist Cor Mutsers (ex Ilse DeLange, ex Mathilde Santing en Harry Sacksioni) de gelederen. In november 2003 ontving Van Maasakkers de "Ad de Laat Prijs".
In juni 2008 vierde Van Maasakkers zijn 30-jarig zangersjubileum met vier uitverkochte concerten in Muziekcentrum Frits Philips in Eindhoven. Een registratie van deze concerten is begin 2009 verschenen op de cd/dvd Jubileum.
In het jubileumjaar 2008 verscheen een tribute-album, Anders, waarop collega's als Bennie Jolink, Paul de Leeuw, Guus Meeuwis, Gert Vlok Nel en Mich Walschaerts werk van Van Maasakkers zingen.
De zanger stond in 2024, het jaar waarin hij 75 jaar werd, centraal in een aflevering van Volle Zalen. Datzelfde jaar was hij de hoofdgast in een uitzending van Groenteman op zondag.

## Onderscheidingen
- In 1987 ontving hij de Jan Naaijkensprijs van het Noordbrabants Genootschap;
- Op 9 september 2007 werd hij benoemd tot ridder in de Orde van Oranje-Nassau;
- Op 5 maart 2009 ontving hij een oeuvreprijs, de Gouden Harp;
- Met Zomaar Onverwacht (2010) en Mijn kind (2013) won hij de Annie M.G. Schmidt-prijs.

## Discografie

### Albums
| Album met eventuele hitnotering(en) in de Nederlandse Album Top 100 | Datum van verschijnen | Datum van binnenkomst | Hoogste positie | Aantal weken | Opmerkingen             |
| ------------------------------------------------------------------- | --------------------- | --------------------- | --------------- | ------------ | ----------------------- |
| Komt er mer in                                                      | 1978                  |                       |                 |              |                         |
| Vur de wind                                                         | 1980                  |                       |                 |              |                         |
| Pas op de plaats                                                    | 2000                  |                       |                 |              | met de Vaste Mannen     |
| Vol dagen                                                           | 2003                  |                       |                 |              | met de Vaste Mannen     |
| Achterland                                                          | 2004                  | 22-01-2005            | 78              | 3            | met de Vaste Mannen     |
| Zicht                                                               | 09-01-2007            | 20-01-2007            | 22              | 10           | met de Vaste Mannen     |
| Anders                                                              | 09-2008               | 06-09-2008            | 19              | 10           |                         |
| Jubileum                                                            | 2009                  | 28-02-2009            | 55              | 4            | met de Vaste Mannen     |
| Deze jongen                                                         | 05-02-2010            | 20-02-2010            | 47              | 4            | met de Vaste Mannen     |
| Lijflied                                                            | 2012                  | 21-01-2012            | 55              | 7            |                         |
| 40 jaar liedjes                                                     | 2017                  |                       |                 |              | 3CD-box                 |
| Ik loop                                                             | 2019                  |                       |                 |              |                         |
| Efkes weer                                                          | 2022                  |                       |                 |              | Liedjes uit Zald'mhebbe |

### Singles
| Single met eventuele hitnotering(en) in de Nederlandse Top 40 | Datum van verschijnen | Datum van binnenkomst | Hoogste positie | Aantal weken | Opmerkingen                 |
| ------------------------------------------------------------- | --------------------- | --------------------- | --------------- | ------------ | --------------------------- |
| Zomaar onverwacht                                             | 2012                  | -                     |                 |              | Nr. 72 in de Single Top 100 |

## Trivia

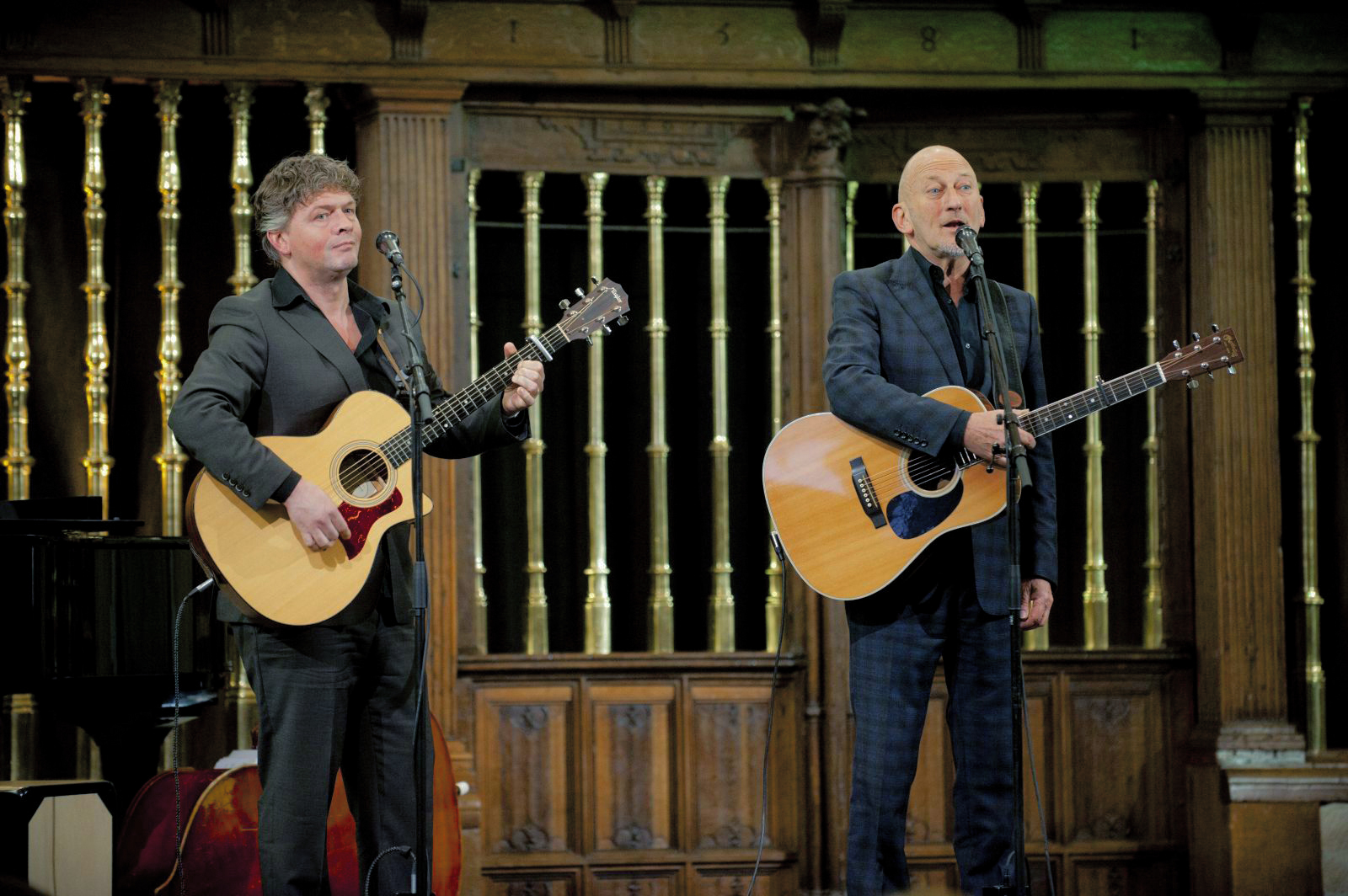
Gerard van Maasakkers (Nationaal Comité 4 en 5 mei, 2012)

- Het Bloemencorso Valkenswaard had op 9 september 2007 als thema Bloemencorso Valkenswaard ontmoet Gerard van Maasakkers.
- In mei 2008 werd Hee goade mee opnieuw uitgebracht op cd-single. Aan deze speciale jubileum-uitgave verleenden Guus Meeuwis, JW Roy en Frank Lammers hun medewerking.
- Van 2012 tot en met 2014 was Van Maasakkers cultuurgezant van de Brabantsedag in Heeze. Daarna is deze rol overgegaan in Brabantsedag-ambassadeur.